# NGC 1784
NGC 1784 è una galassia a spirale barrata situata nella costellazione della Lepre, a una distanza di circa 111 milioni di anni luce dalla nostra Via Lattea.

## Scoperta
La galassia è stata scoperta l'11 dicembre 1836 dall'astronomo britannico John Herschel.

## Descrizione
NGC 1784 ha una classe di luminosità III e presenta una larga riga a 21 cm dell'idrogeno neutro.